# Anthurium globosum
Anthurium globosum är en kallaväxtart som beskrevs av Thomas Bernard Croat. Anthurium globosum ingår i släktet Anthurium och familjen kallaväxter. Inga underarter finns listade.